# Il cammino della speranza
Il cammino della speranza és una pel·lícula dramàtica d'Itàlia del 1950 dirigida per Pietro Germi que pertany al moviment cinematogràfic italià de neorealisme. Es basa en la novel·la de Nino Di Maria Cuori negli abissi. Federico Fellini va coescriure el guió. Es va presentar a concurs al 4t Festival Internacional de Cinema de Canes i va guanyar l'Os de Plata al millor drama al 1r Festival Internacional de Cinema de Berlín. També va tenir una menció especial al Festival Internacional de Cinema de Karlovy Vary de 1951.

## Sinopsi
La pel·lícula presenta el viatge d'un grup de pobres sicilians a França en els seus somnis d'una vida millor.
Les dones esperen ansioses a un cap de mines a Capodarso, Sicília. Els seus homes estan sota terra. La mina es tanca i els miners es neguen a pujar a menys que el propietari cedeixi. Al cap de tres dies, renuncien per desesperació ... En un bar de la ciutat, Ciccio recluta treballadors per treballar a França. Pot fer passar la gent a la frontera per 20.000 lires per cap. Hi ha prou gent per omplir un autobús, després d’haver venut les seves pertinences per pagar la taxa, inclosos Saro i els seus tres fills petits, i Barbara i el seu home Vanni, que té problemes amb la llei i desespera per fugir d’Itàlia.
Després d’arribar a Nàpols amb tren, Ciccio intenta escapar-se però és agafat per Vanni. Vanni li diu a Bàrbara on trobar-se a la frontera si alguna cosa surt malament. A Roma, Ciccio assenyala Vanni a la policia. Al tiroteig, tant Vanni com Ciccio escapen. Els altres són arrestats. Els ordena la policia que tornin a Sicília o se’ls acusarà d’expatriació il·legal.
Amb Saro com a líder i gairebé sense diners, es dirigeixen cap al nord. La duresa acosta més Saro i Barbara.

## Repartiment
- Raf Vallone - Saro Cammarata
- Elena Varzi - Barbara Spadaro
- Saro Urzì - Ciccio Ingaggiatore
- Franco Navarra - Vanni
- Liliana Lattanzi - Rosa
- Mirella Ciotti - Lorenza
- Saro Arcidiacono - Comptable
- Francesco Tomalillo - Misciu
- Paolo Reale - Brasi
- Giuseppe Priolo - Luca
- Renato Terra - Mommino
- Carmela Trovato - Cirmena
- Angelo Grasso - Antonio
- Assunta Radico - Beatificata
- Francesca Russella - Àvia

## Producció
La pel·lícula també és coneguda per haver difós, per primera vegada, la cançó Vitti na crozza la música de la qual, escrita pel mestre Franco Li Causi, acompanya un text que el mateix Li Causi havia sentit recitar per un miner d'edat avançada, Giuseppe Cibardo Bisaccia. Per aquest motiu, l’autoria de la peça havia estat objecte de discussió fins que va ser assignada al mateix Li Causi el 1979.
Per tal de trobar alguns actors, també es van publicar anuncis als diaris.
Quan va sortir, l'obra era al centre d'un "cas", ja que un "comitè tècnic" ministerial li va negar les concessions fiscals previstes per al cinema nacional. El motiu de la negativa va ser degut a la imatge negativa que es va donar d'Itàlia, representada com un país d'emigrants pobres. Després de la controvèrsia provocada per aquesta decisió, el descompte fiscal es va restablir posteriorment.
La pel·lícula va recaptar 367 milions de lires en aquell moment.

## Crítica i premis
Segons el Diccionari Morandini «podria haver estat, però no ho és, el Paisà de l’atur de postguerra perquè és un compendi de temes melodramàtics més que neorealistes. Massa color i folklore i redundància, però també vigor, una visió dolorosa del patiment humà, sinceritat en la representació d’una pobresa rabiosa».
Més positiu és el parer de M.G. a "La Stampa": "treball aspre i desigual, potent i incert, ben digne del director d'«In nome della legge», encara que estiguem lluny d'aquesta sobrietat compacta i robusta ... pel·lícula qüestionable i molt noble, absolutament lluny de la producció corrent"
La pel·lícula fou seleccionada entre els 100 film italiani da salvare.